# Bajarse al moro (pel·lícula)
Bajarse al moro és una pel·lícula espanyola de 1988, dirigida per Fernando Colomo i emmarcada en el gènere de la comèdia. El seu nom prové d'una expressió popular per a referir-se a l'acte d'anar fins al Marroc a comprar haixix per a posteriorment portar-lo ocult a Espanya per al seu tràfic. És una adaptació de l'obra de teatre homònima de José Luis Alonso de Santos.

## Sinopsi
Chusa i Jaimito són dos cosins que comparteixen un petit pis en el centre de Madrid, on també viu un altre amic, Albertico. Chusa acull Elena, a la qual proposa viatjar al Marroc per traficar amb droga. Però Elena és verge i no pot transportar la mercaderia en la seva vagina. Per a remeiar el problema, i una vegada descartat Jaimito, Elena ha de perdre la seva virginitat amb Alberto. Però les dificultats i interrupcions se succeeixen: Donya Antonia, mare de Alberto, Abel i Nancho, dos drogoaddictes amb síndrome d'abstinència. Finalment, Chusa viatja sola al Marroc. Al seu retorn és detinguda i empresonada. Quan surt de presó descobreix que Alberto i Elena s'han anat a viure junts a Móstoles just quan la pròpia Chusa descobreix que està embarassada d' Alberto. Però mai li ho dirà.

## Repartiment
- Verónica Forqué - Chusa
- Aitana Sánchez-Gijón - Elena
- Antonio Banderas - Alberto
- Chus Lampreave - Donya Antonia
- Juan Echanove - Jaimito
- Miguel Rellán - Capellà
- Francisco Merino - Don Mariano
- Amparo Valle - Mare d'Elena
- Carmelo Gómez - Abel

## Música
La banda sonora de tota la pel·lícula és a càrrec del grup Pata Negra, alguns dels membres de la qual, com Raimundo Amador, apareixen al llarg de la pel·lícula com si estiguessin assajant.

## Palmarès cinematogràfic
IV Premis Goya
| Categoria                    | Persona                                                         | Resultat  |
| ---------------------------- | --------------------------------------------------------------- | --------- |
| Millor actriu protagonista   | Verónica Forqué                                                 | Candidata |
| Millor actriu de repartiment | Chus Lampreave                                                  | Candidata |
| Millor guió adaptat          | José Luis Alonso de Santos, Joaquim Oristrell i Fernando Colomo | Candidats |
| Millor so                    | Miguel Ángel Polo Enrique Molinero                              | Candidats |
| Millor música                | Pata Negra                                                      | Candidats |
| Millor direcció de producció | Andrés Santana                                                  | Candidat  |

Fotogramas de Plata 1989
| Categoria               | Persona          | Resultat  |
| ----------------------- | ---------------- | --------- |
| Millor actriu de cinema | Verónica Forqué  | Candidata |
| Millor actor de cinema  | Antonio Banderas | Candidat  |